# Primera División 2016 (Uruguay)
Het seizoen 2016 van de Primera División was het 113e seizoen van de hoogste Uruguayaanse voetbalcompetitie. De competitie begon op 28 augustus en eindigde op 11 december 2016. Dit seizoen was een 'overgangsjaar': vanaf 2017 werden de Uruguayaanse voetbalcompetities in één kalenderjaar gespeeld. Deze editie van het landskampioenschap duurde daarom slechts een half seizoen. Hierdoor kreeg dit seizoen ook wel de naam Campeonato Uruguayo Especial of Campeonato Transición.

## Teams
Er namen zestien ploegen deel aan de Primera División tijdens het seizoen 2016. Dertien ploegen wisten zich vorig seizoen te handhaven en drie ploegen promoveerden vanuit de Segunda División: Rampla Juniors FC (kampioen), CSD Villa Española (nummer twee) en CA Boston River (nummer drie) kwamen in de plaats van de gedegradeerde ploegen CA Rentistas, CCyD El Tanque Sisley en CA Villa Teresa.
| Club                           | Stad                   | Stadion                                            | Capaciteit | Vorig seizoen |
| ------------------------------ | ---------------------- | -------------------------------------------------- | ---------- | ------------- |
| CA Boston River                | Montevideo             | Estadio Juan Antonio Lavalleja (Trinidad)          | 8.000      | 3e (2ª)       |
| CA Cerro                       | Montevideo             | Estadio Luis Tróccoli                              | 25.000     | 3e            |
| Danubio FC                     | Montevideo             | Estadio Jardines del Hipódromo                     | 18.000     | 12e           |
| Defensor Sporting Club         | Montevideo             | Estadio Luis Franzini                              | 16.000     | 8e            |
| CA Fénix                       | Montevideo             | Estadio Parque Capurro                             | 5.500      | 6e            |
| CA Juventud                    | Las Piedras            | Estadio Parque Artigas                             | 5.500      | 13e           |
| Liverpool FC                   | Montevideo             | Estadio Belvedere                                  | 8.500      | 10e           |
| Montevideo Wanderers FC        | Montevideo             | Estadio Parque Alfredo Víctor Viera                | 10.000     | 5e            |
| Club Nacional de Football      | Montevideo             | Estadio Gran Parque Central                        | 26.500     | 2e            |
| CA Peñarol                     | Montevideo             | Estadio Campeón del Siglo                          | 40.000     | 1e            |
| Club Plaza Colonia de Deportes | Colonia del Sacramento | Estadio Profesor Alberto Suppici                   | 15.000     | 4e            |
| Racing Club de Montevideo      | Montevideo             | Estadio Parque Osvaldo Roberto                     | 8.500      | 14e           |
| Rampla Juniors FC              | Montevideo             | Estadio Olímpico de Montevideo                     | 6.000      | 1e (2ª)       |
| CA River Plate                 | Montevideo             | Estadio Parque Federico Omar Saroldi               | 5.165      | 9e            |
| IA Sud América                 | Montevideo             | Estadio Casto Martínez Laguarda (San José de Mayo) | 3.810      | 7e            |
| CSD Villa Española             | Montevideo             | Estadio Obdulio Varela                             | 8.000      | 2e (2ª)       |

## Competitie-opzet
De competitie werd gespeeld van 28 augustus tot en met 11 december 2016. Alle ploegen speelden eenmaal tegen elkaar. De ploeg met de meeste punten werd kampioen.
Nacional won de titel op de vijftiende en laatste speeldag door Boston River met 1-0 te verslaan.

### Kwalificatie voor internationale toernooien
Vanaf 2017 werd de opzet van de Zuid-Amerikaanse competities (Copa Libertadores en Copa Sudamericana) gewijzigd. Tot 2016 werd de Copa Libertadores in de eerste helft van het jaar gespeeld en de Copa Sudamericana in de tweede helft van het jaar, waardoor het mogelijk was dat een ploeg aan beide competities meedeed. In 2017 werd dit aangepast: beide toernooien vonden vanaf dat jaar gelijktijdig plaats.
Voor de Copa Libertadores 2017 en de Copa Sudamericana 2017 mocht Uruguay elk vier deelnemers inschrijven. Drie ploegen hadden zich al voor de Copa Libertadores geplaatst middels hun competitieresultaat vorig seizoen. De overige deelnemers aan de internationale toernooien werden bepaald op basis van de eindstand van dit overgangsseizoen: de beste ploeg (m.u.v. de reeds gekwalificeerde clubs) plaatste zich voor de Copa Libertadores en de volgende vier in de eindstand plaatsten zich voor de Copa Sudamericana.

### Eindstand
|     | Club                           | Sp. | W  | G | V  | Pnt. | DV | DT | DS  |
| --- | ------------------------------ | --- | -- | - | -- | ---- | -- | -- | --- |
| 01. | Club Nacional de Football      | 15  | 11 | 1 | 3  | 34   | 27 | 12 | +15 |
| 2.  | Montevideo Wanderers FC        | 15  | 8  | 5 | 2  | 29   | 22 | 14 | +8  |
| 3.  | Danubio FC                     | 15  | 9  | 2 | 4  | 29   | 24 | 19 | +5  |
| 4.  | Defensor Sporting Club         | 15  | 7  | 4 | 4  | 25   | 22 | 15 | +7  |
| 5.  | Liverpool FC                   | 15  | 6  | 6 | 3  | 24   | 16 | 13 | +3  |
| 6.  | CA Boston River                | 15  | 5  | 7 | 3  | 22   | 19 | 11 | +8  |
| 7.  | CA Cerro                       | 15  | 6  | 4 | 5  | 22   | 16 | 15 | +1  |
| 8.  | Racing Club de Montevideo      | 15  | 5  | 5 | 5  | 20   | 24 | 26 | –2  |
| 9.  | CA Fénix                       | 15  | 5  | 4 | 6  | 19   | 19 | 19 | 0   |
| 10. | CA River Plate                 | 15  | 5  | 3 | 7  | 18   | 18 | 28 | –10 |
| 11. | CA Juventud                    | 15  | 4  | 5 | 6  | 17   | 9  | 11 | –2  |
| 12. | IA Sud América                 | 15  | 5  | 2 | 8  | 17   | 17 | 20 | –3  |
| 13. | Rampla Juniors FC              | 15  | 4  | 5 | 6  | 17   | 9  | 16 | –7  |
| 14. | CA Peñarol                     | 15  | 4  | 3 | 8  | 15   | 17 | 20 | –3  |
| 15. | Club Plaza Colonia de Deportes | 15  | 2  | 6 | 7  | 12   | 16 | 24 | –8  |
| 16. | CSD Villa Española             | 15  | 1  | 4 | 10 | 7    | 14 | 26 | –12 |

### Legenda
| Kleur | Kwalificatie voor                           |
| ----- | ------------------------------------------- |
|       | Reeds geplaatst voor Copa Libertadores 2017 |
|       | Copa Libertadores 2017, voorronde           |
|       | Copa Sudamericana 2017, eerste ronde        |

#### Topscorers
| №  | Speler             | Club                      | Goals |
| -- | ------------------ | ------------------------- | ----- |
| 1. | Gabriel Fernández  | Racing Club de Montevideo | 8     |
| 1. | Pablo Silva        | CSD Villa Española        | 8     |
| 3. | Liber Quiñones     | Racing Club de Montevideo | 7     |
| 3. | Federico Rodríguez | CA Boston River           | 7     |

### Degradatie
Één ploeg degradeerde naar de Segunda División; dit was de ploeg die over de laatste drie seizoenen het minste punten had verzameld in de competitie (75 wedstrijden). Aangezien niet alle ploegen de laatste drie seizoenen in de Primera División hadden gespeeld, werd het aantal punten gedeeld door het aantal gespeelde wedstrijden om de degradant te bepalen.
|     | Club                           | Sp. | 14/15 | 15/16 | 16 | Tot. | Gem.  |
| --- | ------------------------------ | --- | ----- | ----- | -- | ---- | ----- |
| 1.  | Club Nacional de Football      | 75  | 63    | 54    | 34 | 151  | 2,040 |
| 2.  | CA Peñarol                     | 75  | 55    | 58    | 15 | 128  | 1,729 |
| 3.  | Defensor Sporting Club         | 75  | 48    | 42    | 25 | 115  | 1,533 |
| 4.  | Danubio FC                     | 75  | 49    | 35    | 29 | 113  | 1,506 |
| 5.  | CA River Plate                 | 75  | 54    | 41    | 18 | 113  | 1,506 |
| 6.  | Montevideo Wanderers FC        | 75  | 34    | 48    | 29 | 111  | 1,480 |
| 7.  | CA Boston River                | 15  | –     | –     | 22 | 22   | 1,466 |
| 8.  | CA Cerro                       | 75  | 34    | 52    | 22 | 108  | 1,440 |
| 9.  | Liverpool FC                   | 45  | –     | 40    | 24 | 64   | 1,422 |
| 10. | CA Fénix                       | 75  | 37    | 46    | 19 | 102  | 1,360 |
| 11. | IA Sud América                 | 75  | 42    | 43    | 17 | 102  | 1,360 |
| 12. | Club Plaza Colonia de Deportes | 45  | –     | 49    | 12 | 61   | 1,355 |
| 13. | Racing Club de Montevideo      | 75  | 45    | 31    | 20 | 96   | 1,280 |
| 14. | CA Juventud                    | 75  | 45    | 33    | 17 | 95   | 1,266 |
| 15. | Rampla Juniors FC              | 15  | –     | –     | 17 | 17   | 1,133 |
| 16. | CSD Villa Española             | 15  | –     | –     | 7  | 7    | 0,466 |

### Legenda
| Kleur | Degradatie naar       |
| ----- | --------------------- |
|       | Segunda División 2017 |